# Labruguière
 Labruguière  es una población y comuna francesa, ubicada en la región de Mediodía-Pirineos, departamento de Tarn, en el distrito de Castres y cantón de Labruguière.

## Demografía
| 4835 | 5333 | 5468 | 5541 | 5486 | 5488 |
| Para los censos de 1962 a 1999 la población legal corresponde a la población sin duplicidades (Fuente: INSEE [Consultar]) |      |      |      |      |      |